# رچان

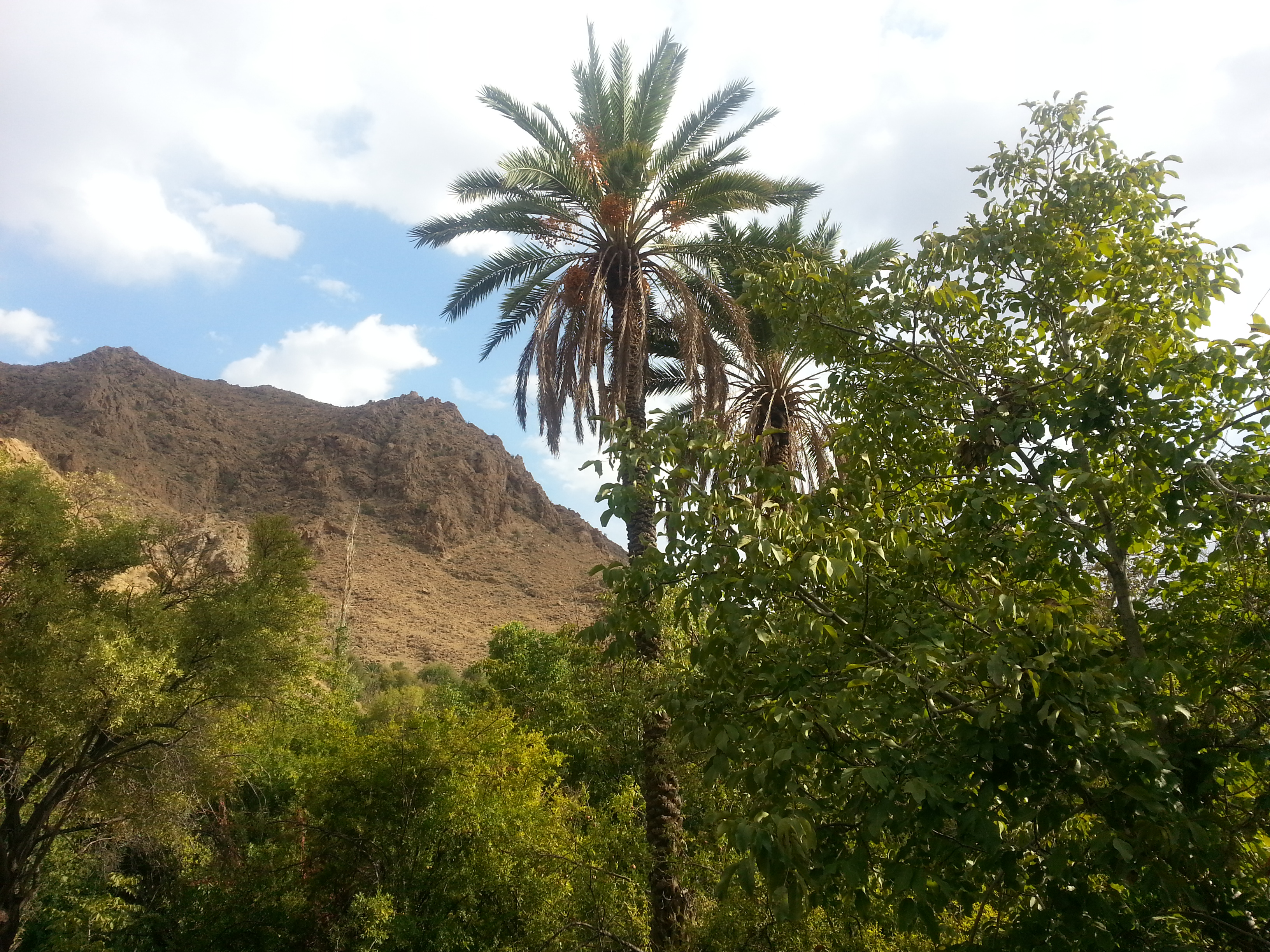
منطقه حفاظت شده روچان و رشد دو گونه سردسیری (گردو) و گرمسیری (نخل) در کنار هم به دلیل تلاقی اقلیم ایران-تورانی و خلیج -عمانی

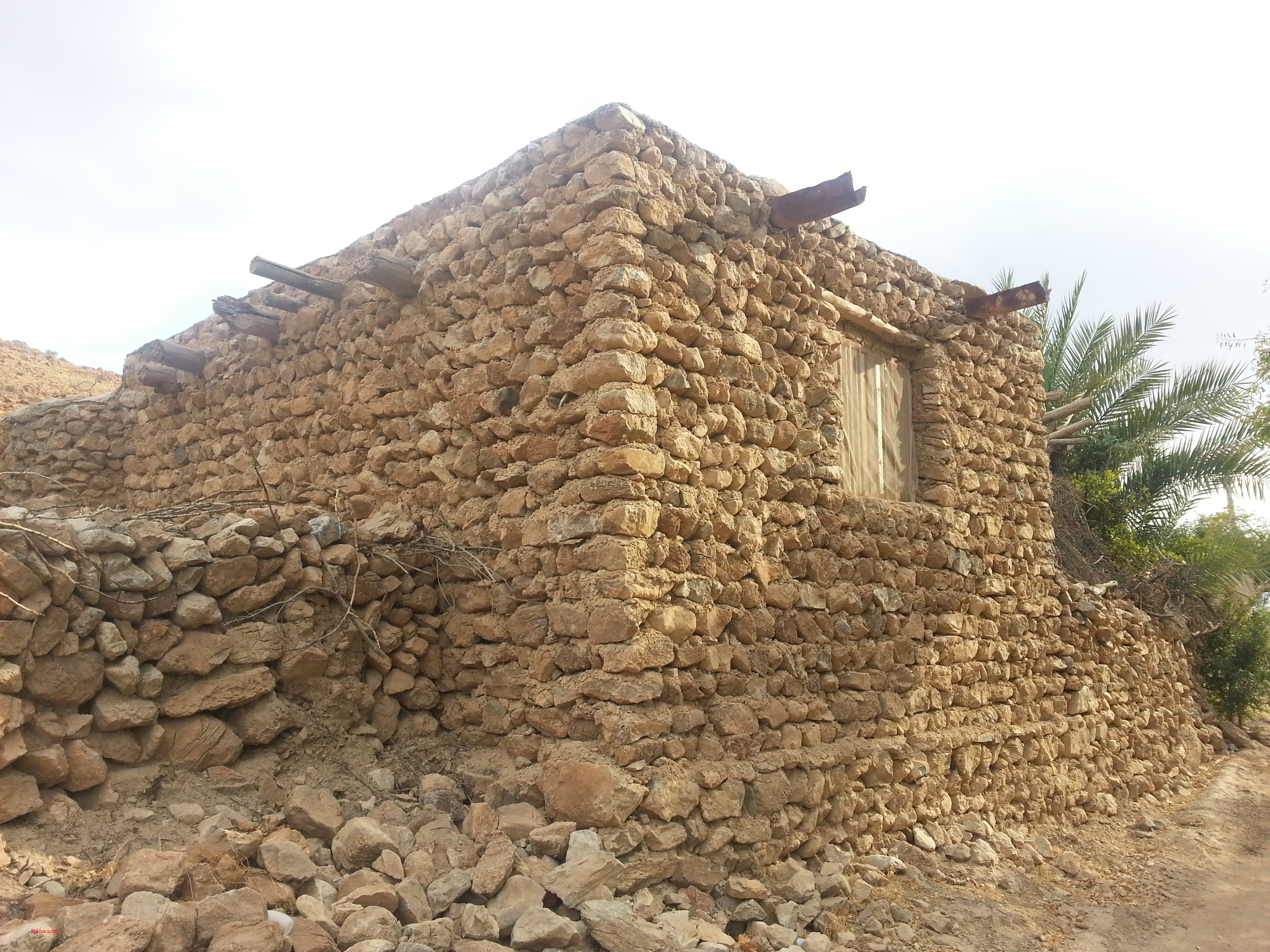
خانه‌های روچان بیشتر از مصالح محلی ساخته شده‌اند و اطراف باغات نیز با سنگ به‌صورت خشکه چین حصار شده‌است

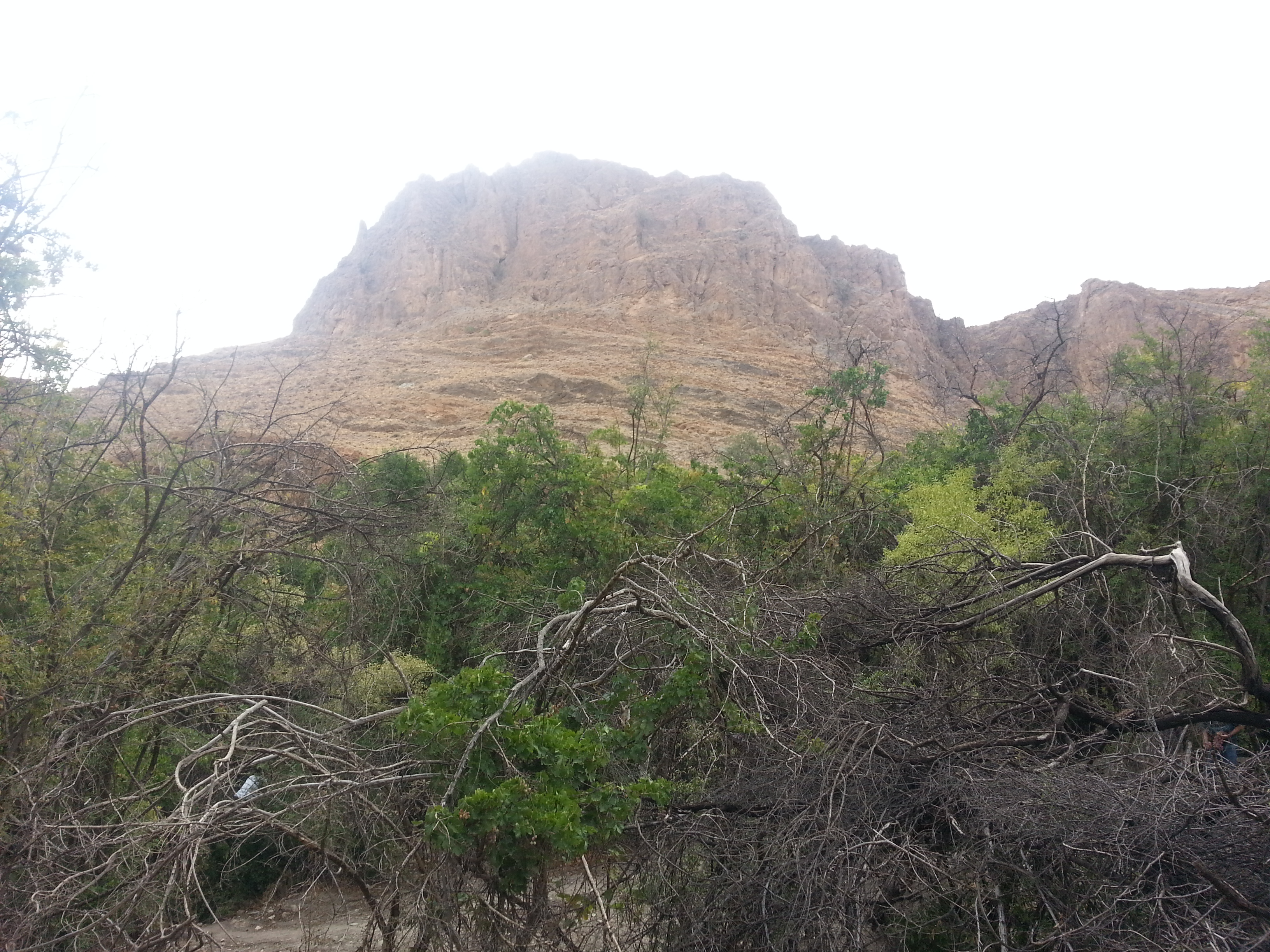
نمایی از باغات روچان و خشکیدگی باغات به دلیل عدم رسیدگی مناسب

روچان یا رُچان، روستایی از توابع بخش خَبر شهرستان بافت در استان کرمان ایران است. احتمالاً نام این روستا از واژه روچ به معنای روز گرفته شده‌است.

## جمعیت
این روستا در دهستان خبر (بافت) قرار دارد و براساس سرشماری مرکز آمار ایران در سال ۱۳۹۵، جمعیت آن ۲۰۷ نفر (۷۰ خانوار) بوده‌است.

## مشخصات روستا
این روستا در ۳۶ کیلومتری جنوب دهستان خَبر قرار گرفته‌است. بر اساس شکل استقرار روستای متمرکز بشمار می‌آید که در بین دو تپه و در داخل یک دره کوچک قرار گرفته‌است. از ویژگی‌های خاص این روستا می‌توان به رشد گونه‌های گرمسیر (نخل) و سردسیری (گردو) در کنار هم اشاره کرد که دلیل آن قرارگیری این روستا در محل تلاقی دو اقلیم ایران-تورانی و خلیج- عمانی می‌باشد. این روستا در داخل پارک ملی خبر قرار گرفته‌است و پنج تکه پناهگاه حیات وحش در درون پارک ملی خبر نیز با نام همین روستا مشخص شده‌اند. این روستا با یک جاده خاکی به روستای خَبر متصل می‌شود.